# Красногвардейский (Берёзовский муниципальный округ)
Красногварде́йский — посёлок в Берёзовском муниципальном округе Свердловской области России. Ранее входил в состав Октябрьского поссовета города Берёзовского.

## География
Посёлок Красногвардейский расположен в истоке реки Крутихи, в 14 километрах к северо-западу от города Берёзовского. Ранее рядом с Красногвардейским пролегала железная дорога Уралмашевского ППЖТ. В районе посёлка располагалась станция Красногвардейск. За линией бывшей железной дороги расположен посёлок Крутой.

## Население
| 2002 | 2010 |
| ---- | ---- |
| 9    | ↗24  |

Структура
По данным Всероссийской переписи населения 2002 года, все жители посёлка Красногвардейского — русские. По данным переписи населения 2010 года, в посёлке проживали 11 мужчин и 13 женщин.

## Инфраструктура
В посёлке пять улиц: Зелёная, Казакова, Лесная, Луговая, Садовая. Также есть садоводческое некоммерческое товарищество № 129 «Красногвардейский».